# Udești
Udești is een Roemeense gemeente in het district Suceava.
Udești telt 7638 inwoners.